# Swedish Dicks
Swedish Dicks ist eine schwedisch-US-amerikanische Comedyserie über die schwedischen Privatdetektive Ingmar und Axel mit ihrem titelgebenden Detektivbüro in Los Angeles. Sie ist eine Koproduktion der Produktionsfirmen Brain Academy (Schweden) und Viking Brothers Entertainment (USA), die von der schwedischen Streamingplattform Viaplay beauftragt wurden.
Die Serie wurde erstmals am 2. September 2016 bei MTGs kostenpflichtigen Subscription-Video-on-Demand-Angebot Viaplay veröffentlicht, die zudem die erste eigens für Viaplay produzierte Serie ist. Für den weltweiten Vertrieb ist das Unternehmen Lionsgate TV zuständig. 
Die deutschsprachige Erstausstrahlung fand seit dem 29. November 2017 beim Pay-TV-Sender ProSieben Fun statt.

## Inhalt
Der ehemalige Stuntman Ingmar Andersson und der ehemalige DJ Axel Kruse betreiben das Detektivbüro Swedish Dicks in Los Angeles. Die beiden schwedischstämmigen Privatdetektive lösen gemeinsam verschiedene, häufig merkwürdige Spezialfälle. Dabei konkurrieren sie mit dem besten Detektiv-Ermittlungsunternehmen Los Angeles’, das Jane McKinney gehört.

## Besetzung und Synchronisation
Die deutsche Synchronisation entstand nach dem Dialogbuch und unter der Regie von Marius Clarén durch die Arena Synchron GmbH in Berlin.
| Rollenname                           | Schauspieler     | Staffeln | Synchronsprecher |
| ------------------------------------ | ---------------- | -------- | ---------------- |
| Ingmar Andersson                     | Peter Stormare   | 1–2      | Stefan Gossler   |
| Axel Kruse alias Axel Magnus Enström | Johan Glans      | 1–2      | Tobias Nath      |
| Sun                                  | Vivian Bang      | 1–2      | Moon Suk Kang    |
| Sarah Andersson                      | Felisha Cooper   | 1–2      | Victoria Frenz   |
| Tex Johnson                          | Keanu Reeves     | 1–2      | Benjamin Völz    |
| Jane McKinney                        | Traci Lords      | 1–2      | Sabine Arnhold   |
| Eve                                  | Stephanie Koenig | 2        | Samira Jakobs    |

## Episodenliste

### Staffel 1
Die Erstveröffentlichung der ersten Staffel fand vom 2. September bis zum 14. Oktober 2016 auf der schwedischen Streamingplattform Viaplay statt. Die deutschsprachige Erstausstrahlung erfolgte vom 29. November bis zum 27. Dezember 2017 bei dem deutschen Pay-TV-Sender ProSieben Fun statt. 
| Nr. (ges.) | Nr. (St.) | Deutscher Titel        | Originaltitel                                              | Erstveröffentlichung Schweden | Deutschsprachige Erstausstrahlung (DACH) | Regie         | Drehbuch      |
| ---------- | --------- | ---------------------- | ---------------------------------------------------------- | ----------------------------- | ---------------------------------------- | ------------- | ------------- |
| 1          | 1         | Schwedische Schnüffler | When Ingmar Met Axel                                       | 2. Sep. 2016                  | 29. Nov. 2017                            | Peter Settman | Andrew Lowery |
| 2          | 2         | Blindes Misstrauen     | The Blind Leading the Blind                                | 2. Sep. 2016                  | 29. Nov. 2017                            | Peter Settman | Andrew Lowery |
| 3          | 3         | Wer zuletzt lacht      | The Very Brief Adventures of Maintenance Guy and Plant Man | 9. Sep. 2016                  | 6. Dez. 2017                             | Peter Settman | Andrew Lowery |
| 4          | 4         | Tex is back!           | Let’s Talk About Cults                                     | 9. Sep. 2016                  | 6. Dez. 2017                             | Jon Holmberg  | Andrew Lowery |
| 5          | 5         | Die Doppelgängerin     | Howl Like a Big Dog                                        | 16. Sep. 2016                 | 13. Dez. 2017                            | Jon Holmberg  | Andrew Lowery |
| 6          | 6         | Das Tier-Krematorium   | Tale of the Tape                                           | 23. Sep. 2016                 | 13. Dez. 2017                            | Jon Holmberg  | Andrew Lowery |
| 7          | 7         | Poker und Porno        | The Curse of the North Korean Curse                        | 30. Sep. 2016                 | 20. Dez. 2017                            | Jon Holmberg  | Andrew Lowery |
| 8          | 8         | Ingmar in der Klemme   | Back to School                                             | 7. Okt. 2016                  | 20. Dez. 2017                            | Peter Settman | Andrew Lowery |
| 9          | 9         | Der Auftragskiller     | There’s Something About Tex                                | 14. Okt. 2016                 | 27. Dez. 2017                            | Jon Holmberg  | Andrew Lowery |
| 10         | 10        | Das falsche Geständnis | See you later, Alligator                                   | 14. Okt. 2016                 | 27. Dez. 2017                            | Jon Holmberg  | Andrew Lowery |

### Staffel 2
Die Erstveröffentlichung der zweiten Staffel war vom 25. Dezember 2017 bis zum 21. Januar 2018 erneut auf Viaplay zu sehen. Vom 28. November bis zum 26. Dezember 2018 fand die deutschsprachige Erstausstrahlung ebenfalls bei ProSieben Fun statt. 
| Nr. (ges.) | Nr. (St.) | Deutscher Titel         | Originaltitel             | Erstveröffentlichung Schweden | Deutschsprachige Erstausstrahlung (DACH) | Regie              | Drehbuch                       |
| ---------- | --------- | ----------------------- | ------------------------- | ----------------------------- | ---------------------------------------- | ------------------ | ------------------------------ |
| 11         | 1         | Der diebische Zorro     | A Thief Amongst Us        | 25. Dez. 2017                 | 28. Nov. 2018                            | Peter Settman      | Per Gavatin                    |
| 12         | 2         | Axel und Eve            | Dial M for Medium         | 25. Dez. 2017                 | 28. Nov. 2018                            | Peter Settman      | Chris Hazzard, Michael Fontana |
| 13         | 3         | Die neue Identität      | It Had to be Lou          | 1. Jan. 2018                  | 5. Dez. 2018                             | Peter Settman      | Tim Meltreger                  |
| 14         | 4         | Dave und die Dating-App | Floyd Cal Who             | 1. Jan. 2018                  | 5. Dez. 2018                             | Peter Settman      | Tim Meltreger                  |
| 15         | 5         | Schluss mit lustig      | Two Dicks Walk Into a Bar | 8. Jan. 2018                  | 12. Dez. 2018                            | Andreas Lindergard | Chris Hazzard, Michael Fontana |
| 16         | 6         | Hinter Gittern          | Behind Bars               | 8. Jan. 2018                  | 12. Dez. 2018                            | Peter Settman      | Per Gavatin                    |
| 17         | 7         | Dawn of the Dicks       | Dawn of the Dicks         | 15. Jan. 2018                 | 19. Dez. 2018                            | Andreas Lindergard | Tim Meltreger                  |
| 18         | 8         | Das schwedische FBI     | The Swedish FBI           | 15. Jan. 2018                 | 19. Dez. 2018                            | Peter Settman      | Per Gavatin                    |
| 19         | 9         | Girls Day!              | Girls Day!                | 22. Jan. 2018                 | 26. Dez. 2018                            | Peter Stormare     | Chris Hazzard, Michael Fontana |
| 20         | 10        | Axel vor dem Altar      | Till Dicks Do Us Part     | 22. Jan. 2018                 | 26. Dez. 2018                            | Peter Settman      | Tim Meltreger                  |

## Rezeption
In der Internet Movie Database bewerteten mehr als 2.000 Zuschauer die Serie im Durchschnitt mit 6,5 von 10 Sternen.
Der Autor Robert Lloyd von Los Angeles Times ist der Meinung, dass die Serie eher dazu gedacht war, Witze über Amerika für Schweden zu machen, als Witze über Schweden für Amerikaner.